# Vitellaria paradoxa
Il karité, in italiano caritè o albero del burro (Vitellaria paradoxa C.F.Gaertn., 1807) è una pianta della famiglia delle Sapotacee, diffusa in Africa. È l'unica specie nota del genere Vitellaria .

## Descrizione

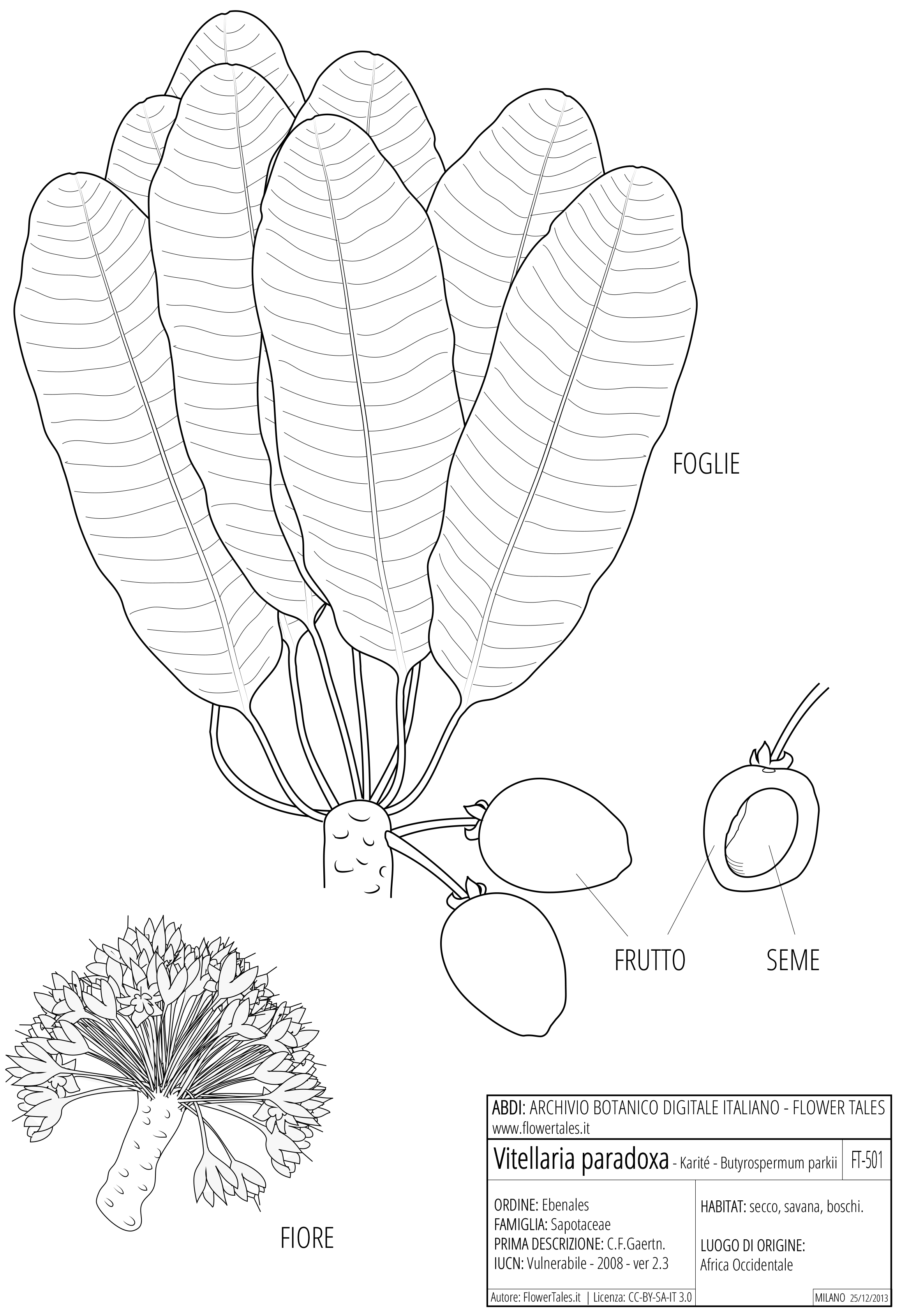

È alta tra i 10 e i 15 metri, con un tronco che può raggiungere un metro di diametro. La corteccia è molto spessa per proteggersi dalle alte temperature presenti nella savana. La pianta è dotata di rami tozzi, pure muniti di una robusta corteccia. Le foglie, che crescono a ciuffi su questi, sono di forma allungata  e sono munite di un picciolo lungo mediamente dai 5 ai 15 cm; in giovinezza sono di un colore rosso tendente al ruggine, sviluppandosi acquisiscono un colorito tendente al verde scuro e possono aumentare le loro dimensioni di lunghezza e larghezza rispettivamente dai 15 ai 25 cm e dai 4 ai 7 cm. La pianta fiorisce in un periodo che si estende da dicembre a marzo, i fiori sono di colore verde con sfumature di giallo e di gradevole profumazione.

## Distribuzione e habitat
È una specie nativa dell'Africa, diffusa in Benin, Burkina Faso, Camerun, Ciad, Repubblica del Congo e Repubblica Democratica del Congo, Costa d'Avorio, Etiopia, Ghana, Guinea, Mali, Niger, Nigeria, Senegal, Sudan, Sudan del Sud, Togo e Uganda.
È stata introdotta in Honduras dove è comunemente conosciuta come tango.

## Conservazione
La Lista rossa IUCN classifica Vitellaria paradoxa come specie vulnerabile , perché gli esemplari selvatici sono eccessivamente sfruttati per finalità economiche.

## Usi

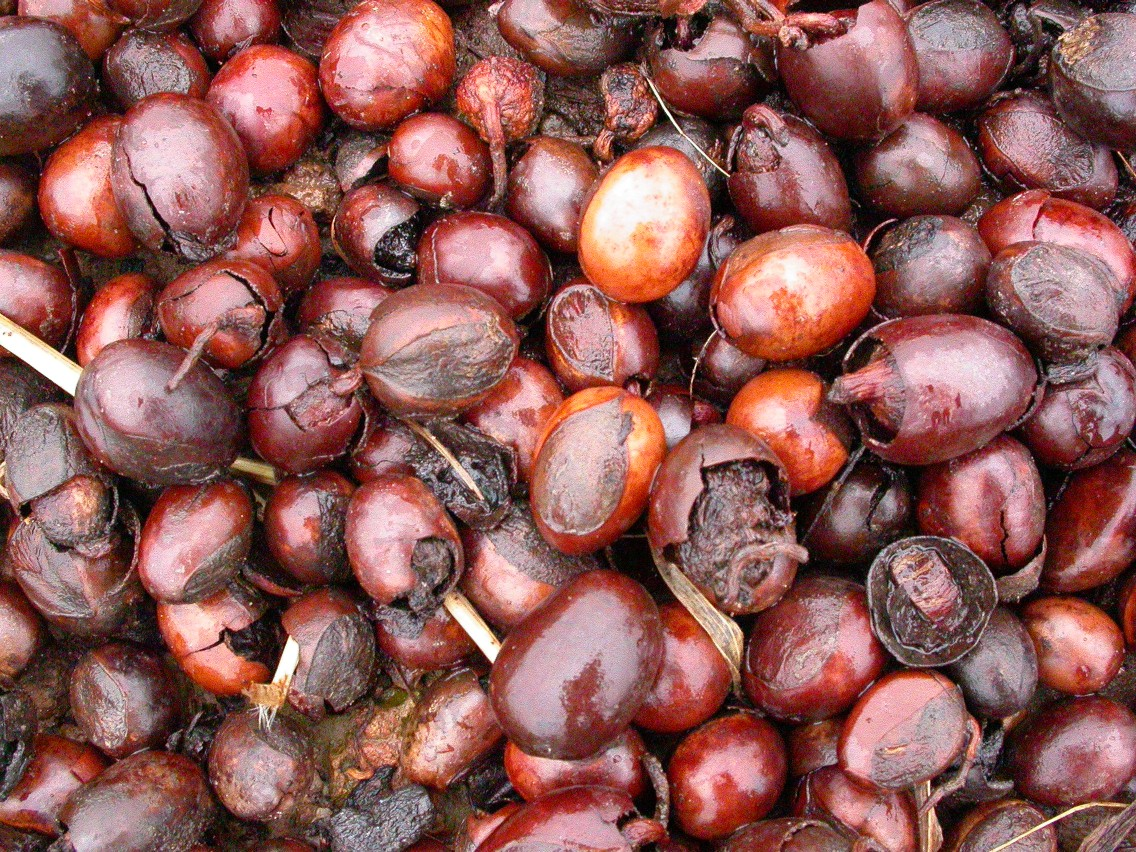
Semi essiccati

Dai suoi semi, impropriamente chiamati noci di carité, si ricava il burro di carité, che può essere di colore lievemente giallo o verde, dall'odore gradevole e leggermente dolce; per le sue caratteristiche viene utilizzato in molti prodotti cosmetici o come condimento.
In antichità, nel regno del Mali, l'olio di carité era usato, mischiato con una terra della zona, per rivestire i muri, come fosse calce. (Ibn Battuta, I viaggi, p. 754.)